# Heksen bestaan niet
Heksen bestaan niet is een Nederlandse familie- en avonturenfilm uit 2014 geregisseerd door het duo Adel Adelson en Aramis Tatu naar het scenario van Trui van de Brug en met muziek van Troy Schipper. De hoofdrollen worden vertolkt door Aliyah Kolf, Leontine Borsato, Senna Borsato en Vincent Banić.
Op 18 juni 2014 ging de film in Nederland en België in première.

## Verhaal
De heks Concuela (Leontine Borsato) behoort tot de vijf Sterrenheksen die de wereld beschermen tegen het kwaad. Maar Concuela is van plan om de wereld in duisternis te hullen, om dit te voorkomen sluiten de andere heksen haar op in despiegelgevangenis. Het ontbreken van een vijfde heks verslapt de krachten van de overige vier heksen, waardoor ze de plannen van Concuela niet kunnen stoppen. Om deze plaats op te vullen sturen ze een magisch amulet de wereld in welke een vervangster moet zoeken. Grimbeck (Vincent Banić), de poortwachter van de Heksenarena, krijgt de taak mee de amulet te volgen en de nieuwe vijfde Sterrenheks te vinden.
Katie (Aliyah Kolf), een getalenteerd meisje, heeft van jongs af aan al speciale krachten, maar heeft dit nog niet echt door. Op haar dertiende verjaardag krijgt ze een amulet cadeau die haar krachten lijken te versterken. Samen met haar beste vriend Roy (Senna Borsato) ontdekt ze hoever haar krachten rijken. De tijd begint te dringen voor Grimbeck om de amulet en de vervangster te vinden, want Concuela doet er alles aan om haar duistere plannen alsnog uit te voeren.

## Rolverdeling

### Hoofdrollen
- Aliyah Kolf als Katie
- Leontine Ruiters als Concuela
- Senna Borsato als Roy
- Vincent Banić als Grimbeck

### Familie Katie
- Jörgen Raymann als Katies vader
- Dolores Leeuwin als Katies moeder
- Roué Verveer als Katies oom
- Pauline Wingelaar als Katies tante
- Jeanette Boutelje als Oma Greet
- Egbertje Plaat als Oma Hilda

### Heksen
- Sharon Doorson als Astra
- Eline De Munck als Pandora
- Eva Simons als Solara
- Do als Luna

### Dansschool
- Showbizz Bart als Dansleraar
- Laura Omloop als Nienke
- Julia Nauta als Tessa
- Janneke Muller als Vera

### Andere
- Bas Muijs als Agent
- Karim El Guennouni als Felix
- Joshua Rubin als Rex
- Dries Roelvink als een klant
- Donny Roelvink als een klant
- Angela Hendriks als Waarzegster
- Herman Giskes als leerkracht

## Muziek
De titelsong van de film, Champion, werd ingezongen door zangeres en hoofdrolspeelster Aliyah Kolf.